# Local Government (Scotland) Act 1889
Pour les articles homonymes, voir Local Government Act.
La Local Government (Scotland) Act 1889, en anglais loi de gouvernement local de l'Écosse de 1889, est une loi du Parlement du Royaume-Uni qui a réorganisé la structure de gouvernement local de l'Écosse à partir de 1890, à travers les 34 conseils de comtés.
Elle restera en vigueur jusqu'à la Local Government (Scotland) Act 1973 qui introduira les régions.